# Jules Méline
Félix Jules Méline (Remiremont, 20 maggio 1838 – Parigi, 21 dicembre 1925) è stato un politico francese.
Intrapresa la carriera politica, divenne ben presto ministro dell'agricoltura in Francia e nel 1883, per la promozione e la diffusione dell'agricoltura in madrepatria, fondò l'Ordine al Merito Agricolo. Successivamente divenne Primo Ministro della Francia dal 29 aprile 1896 al 28 giugno 1898.